# Deutsch-Russisches Kriegsgräberabkommen
Das Deutsch-Russische Kriegsgräberabkommen ist ein völkerrechtlicher Vertrag zwischen Deutschland und Russland, der am 16. Dezember 1992 in Moskau unterzeichnet wurde. Es handelt sich somit um das erste völkerrechtliche Abkommen mit einem Nachfolgestaat der Sowjetunion. Am 6. Mai 1994 beschloss der Bundestag das entsprechende Zustimmungsgesetz, welches noch am selben Tag durch den damaligen Bundespräsidenten Richard von Weizsäcker im Bundesgesetzblatt verkündet wurde und am Folgetag in Kraft trat. Durch das Gesetz erlangte der Vertrag in Deutschland innerstaatlich Wirkung. 

## Inhalt
Bereits im Vertrag über gute Nachbarschaft, Partnerschaft und Zusammenarbeit mit der Sowjetunion 1991 hatte sich die Bundesrepublik Deutschland bereiterklärt, die auf deutschem Boden errichteten Denkmäler, die den sowjetischen Opfern des Krieges und der Gewaltherrschaft gewidmet sind, unter den Schutz deutscher Gesetze zu stellen und sowjetische Kriegsgräber zu erhalten und zu pflegen. Die Regierung der UdSSR wollte den Zugang zu Gräbern von Deutschen auf sowjetischem Gebiet sowie deren Erhaltung und Pflege gewährleisten.
Die Vertragsparteien vereinbarten im Kriegsgräberabkommen dann die Pflege der Kriegsgräber auf dem eigenen Hoheitsgebiet als wichtigen Ausdruck der gegenseitigen Verständigung. Sie wollten eine abschließende Regelung für die Gräber der im Ersten und Zweiten Weltkrieg gefallenen Soldaten herbeiführen und diese erhalten und pflegen, um die Würde der Verstorbenen zu schützen. Das Abkommen verpflichtet beide Staaten unter anderem dazu, die bestehenden Kriegsgräber zu achten und zu schützen, diese sollen dauerhaft bestehen bleiben. Deutschland ist verpflichtet, die russischen Kriegsgräber auf eigene Kosten zu schützen und darf – ebenfalls auf eigene Kosten – die deutschen Kriegsgräber in Russland pflegen. Hiermit ist der Volksbund Deutsche Kriegsgräberfürsorge e. V. beauftragt. Das Abkommen erlaubt den Vertragsparteien auch, die Verstorbenen zu bergen und in das eigene Staatsgebiet zu überführen. Noch immer werden so jährlich etwa 10.000 Gefallene geborgen.